# يال بلند
يال بلند هي قرية في مقاطعة لنجان، إيران. يقدر عدد سكانها بـ 40 نسمة بحسب إحصاء 2016.